# Ferencváros kocsiszín
A Ferencváros kocsiszín egy budapesti kocsiszín.

## Jellemzői
A Budapest IX. kerületében a Könyves Kálmán körút 7. szám alatt elhelyezkedő épület 1904-ben épült. Igen romos állapotban van, és elsősorban Ganz KCSV–7, TW 6000 és Ganz CSMG típusú villamosok tárolására használják, amelyek kiszolgálják a 2-es, 2B, 23-as, 24-es,  51-es és 51A vonalakat. A telephely fordításra alkalmas hurokvágánnyal és egy vasúti kapcsolattal is rendelkezik a Ferencváros vasútállomás felé. Ez utóbbit ritkán használják, legutóbb a Siemens Combino Supra villamosok Magyarországra hozásakor volt aktív.
A telephelyen állomásozik 5 Roessemann és Kühnemann-BSzKRt 70-es típusjelzésű motoros fedett teherkocsi, egy Roessemann és Kühnemann-BSzKRt 70-es típusjelzésű hóseprő mozdony, hét darab 8000-es sorozatú nyitott teherkocsi, és három nosztalgiavillamos is.
Az épületegyütteshez tartozik a kocsiszín mögött 1909-ben felépült Ferenc áramátalakító állomás is (Könyves Kálmán körút 9.).

## Képtár

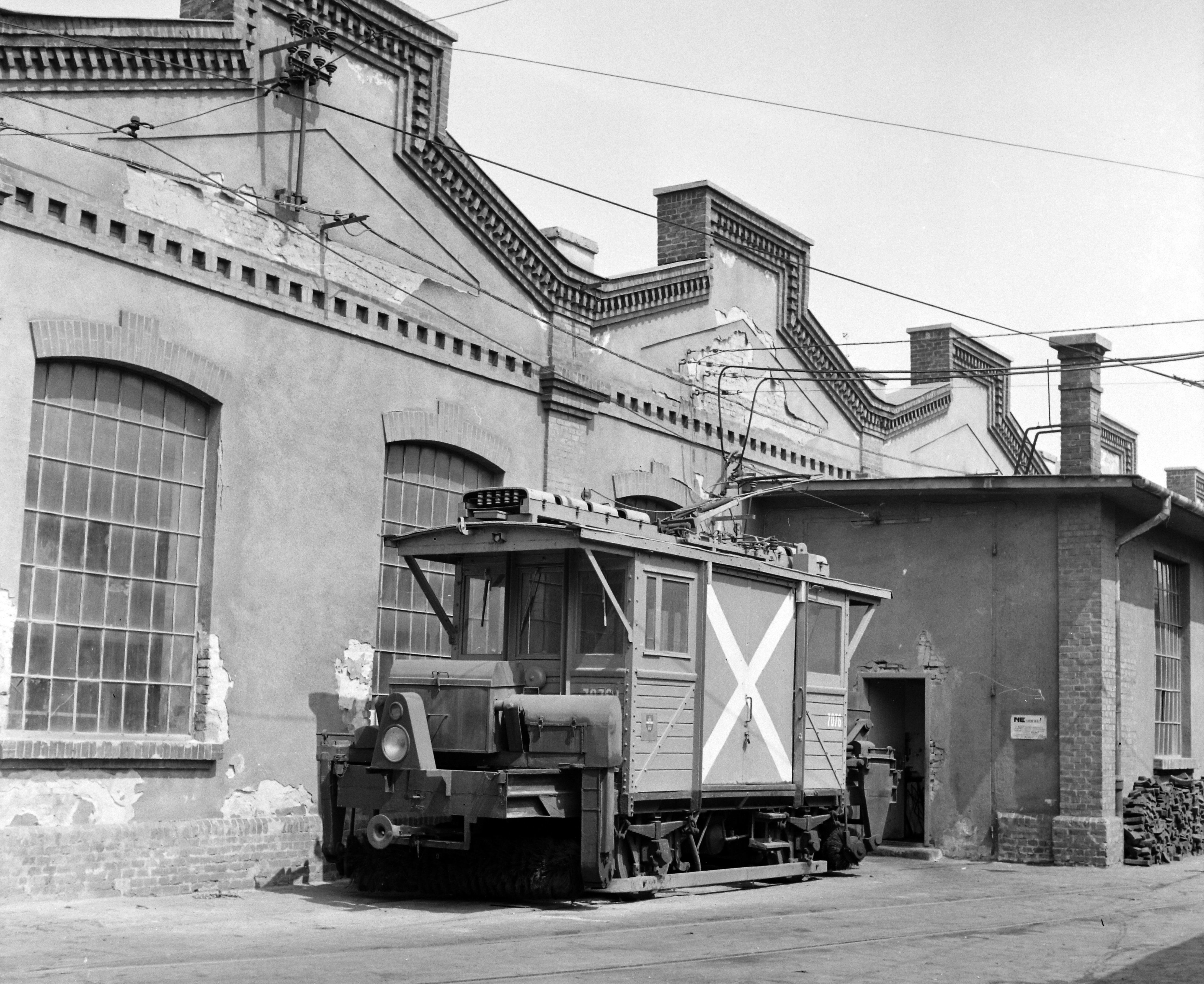
archív felvétel
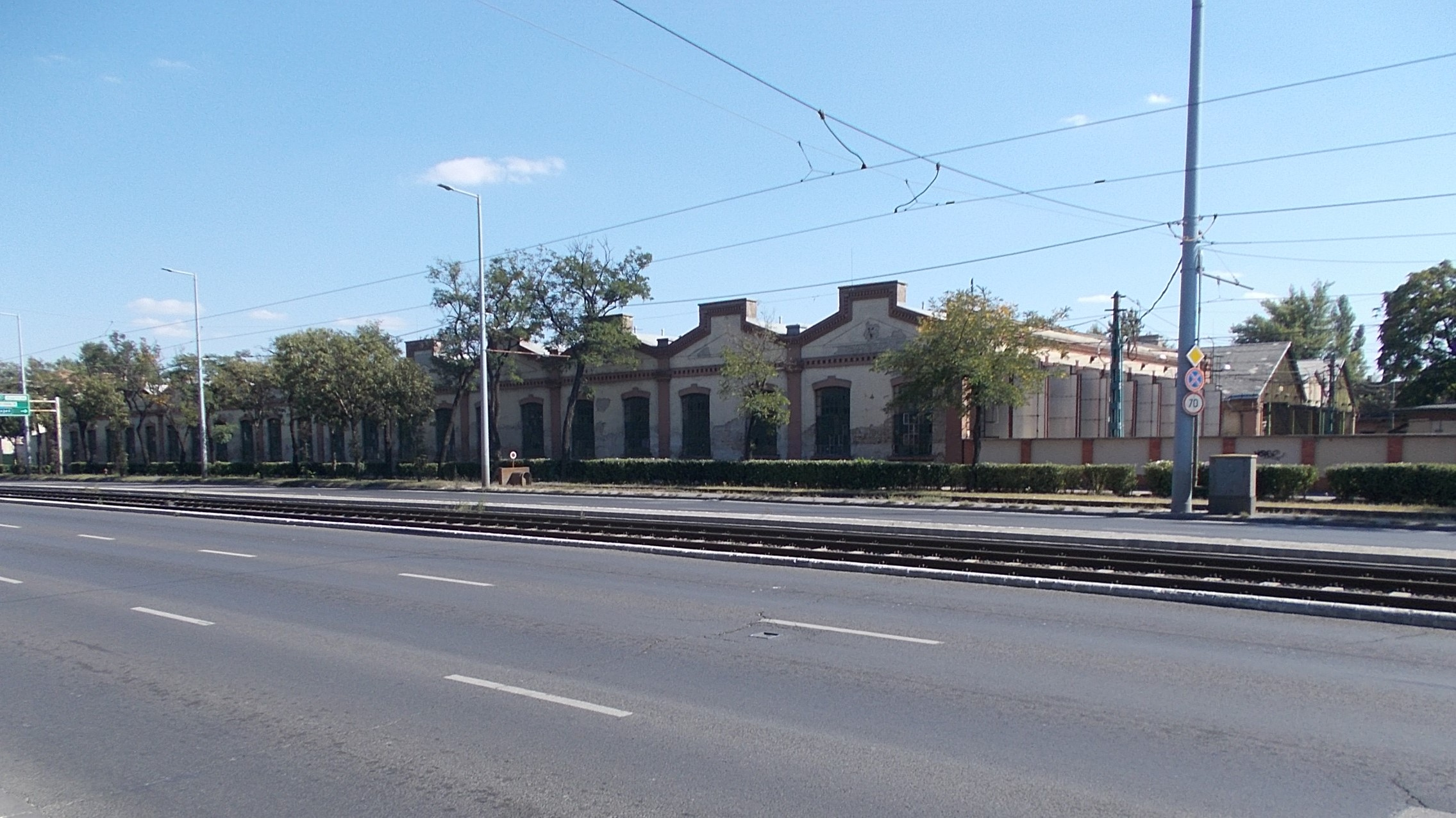
Könyves Kálmán körúti homlokzat
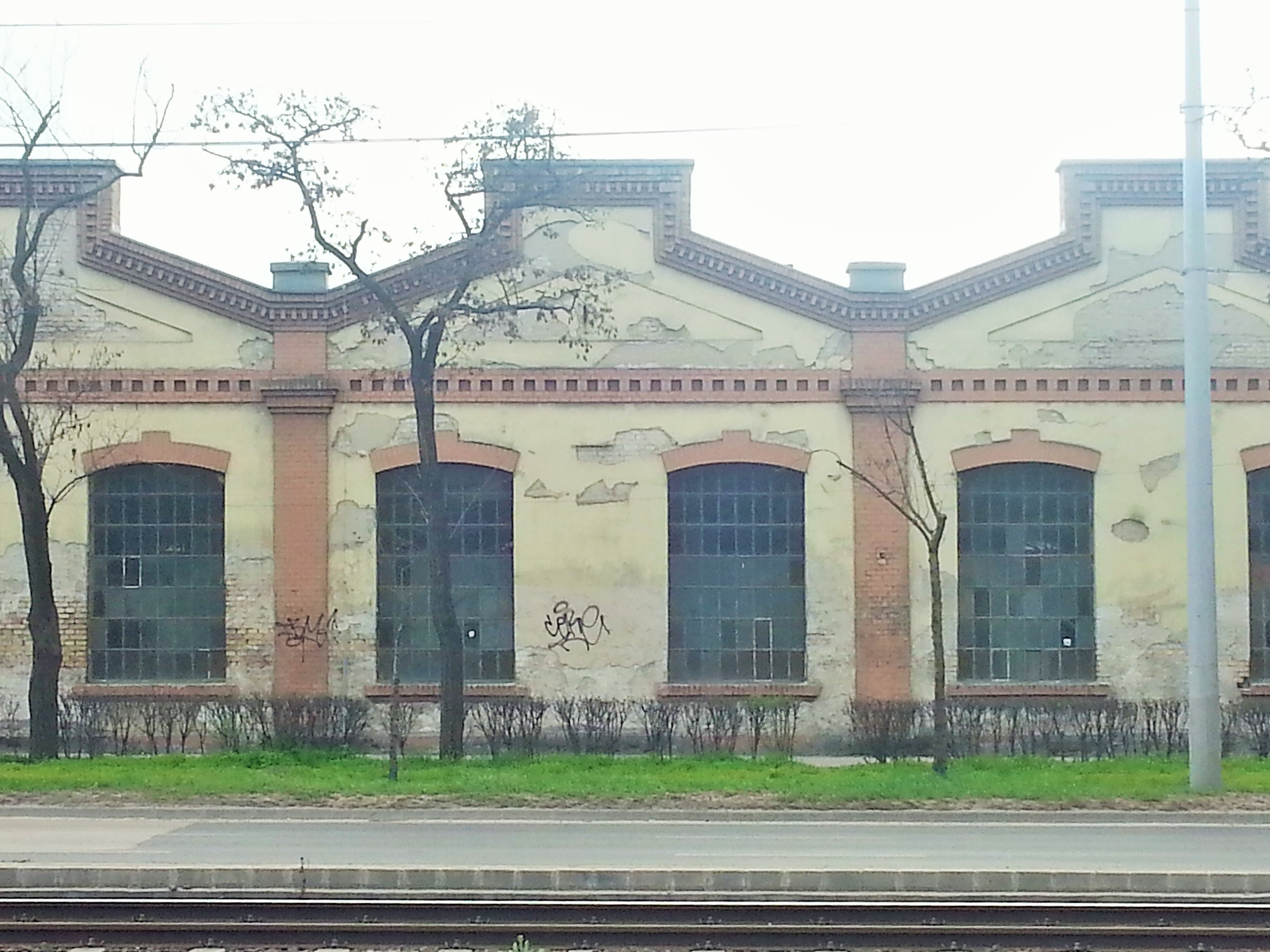
Könyves Kálmán körúti homlokzat (részlet)
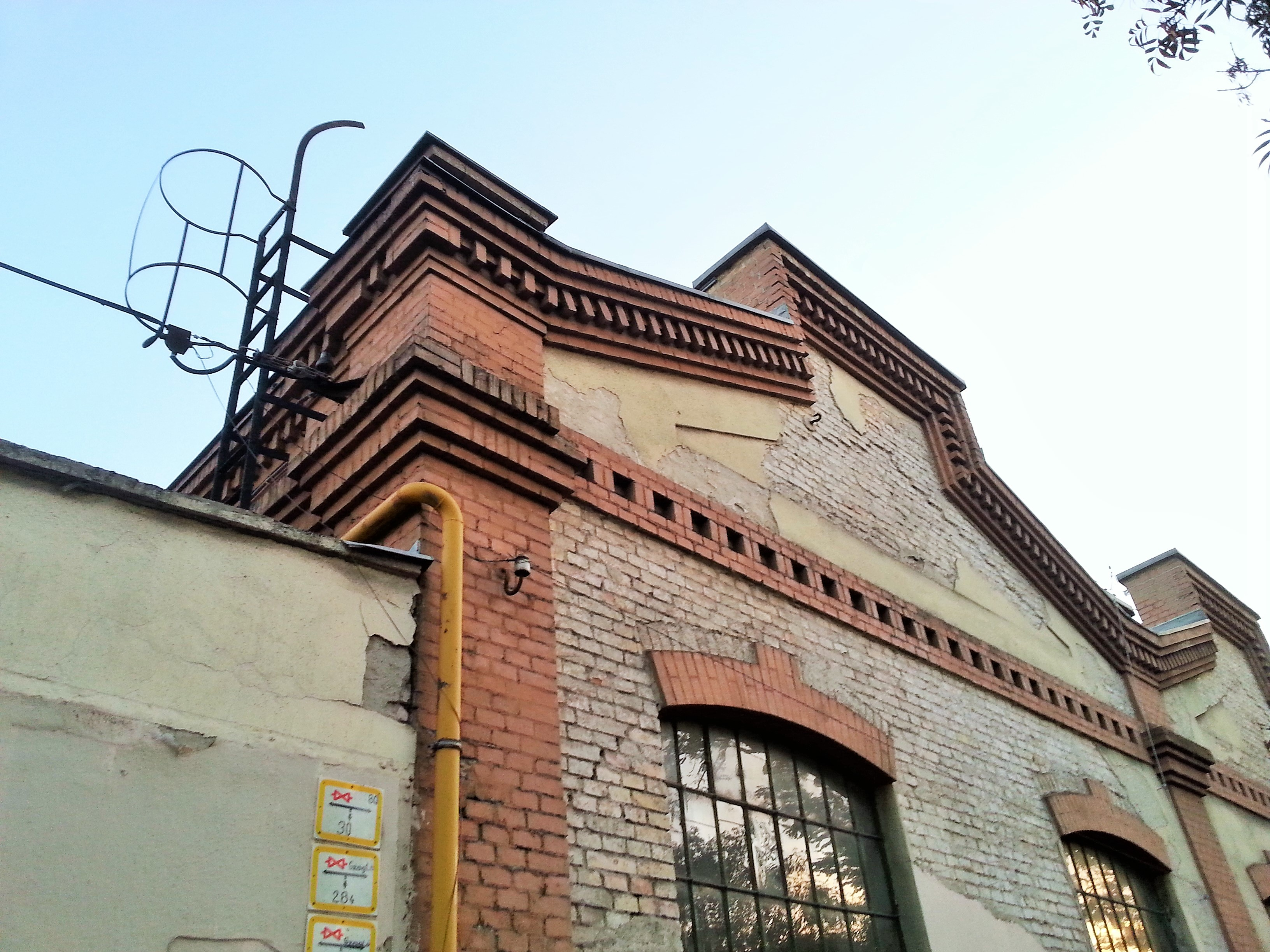
Könyves Kálmán körúti homlokzat (részlet)
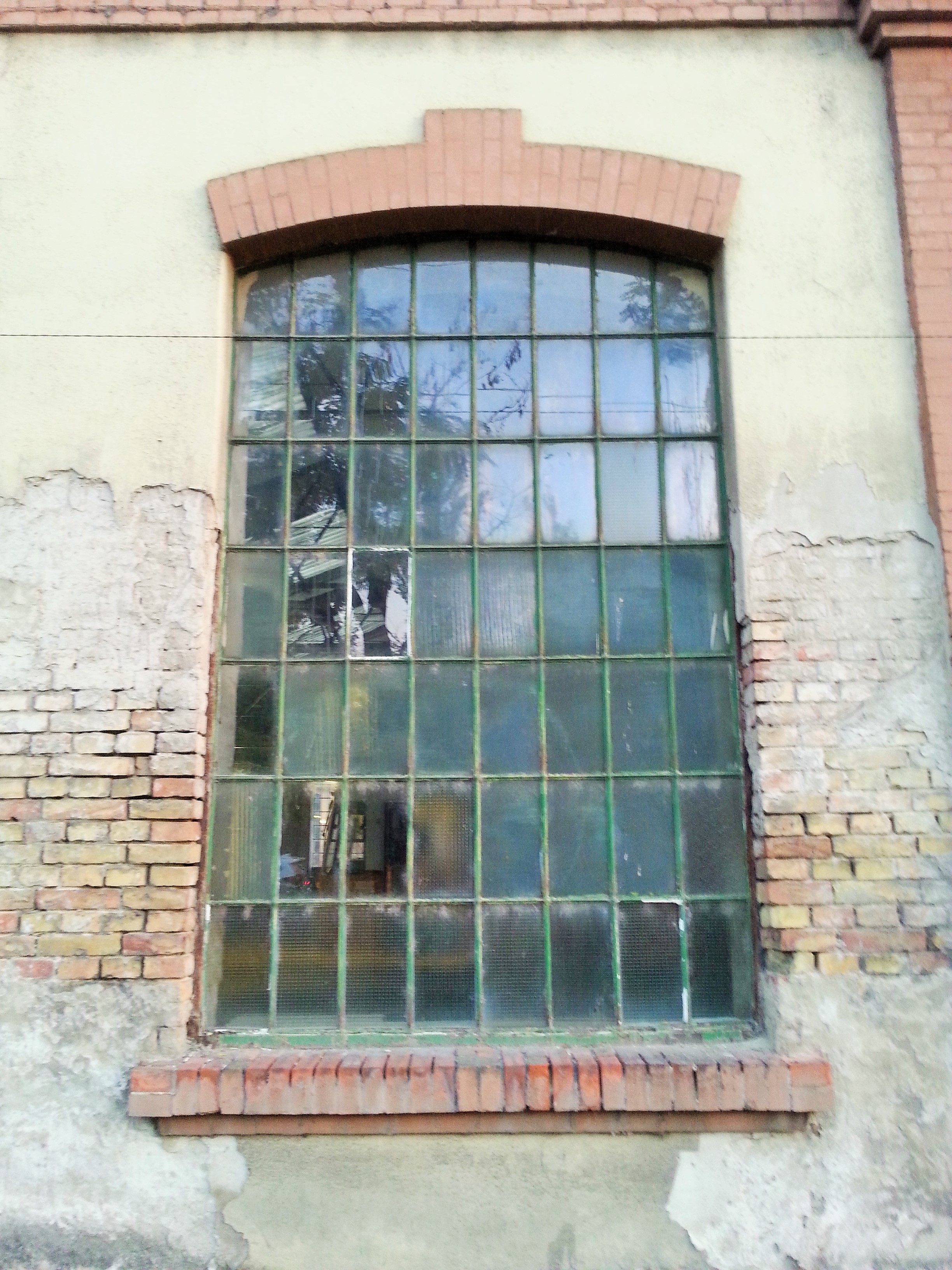
Könyves Kálmán körúti homlokzat (részlet)
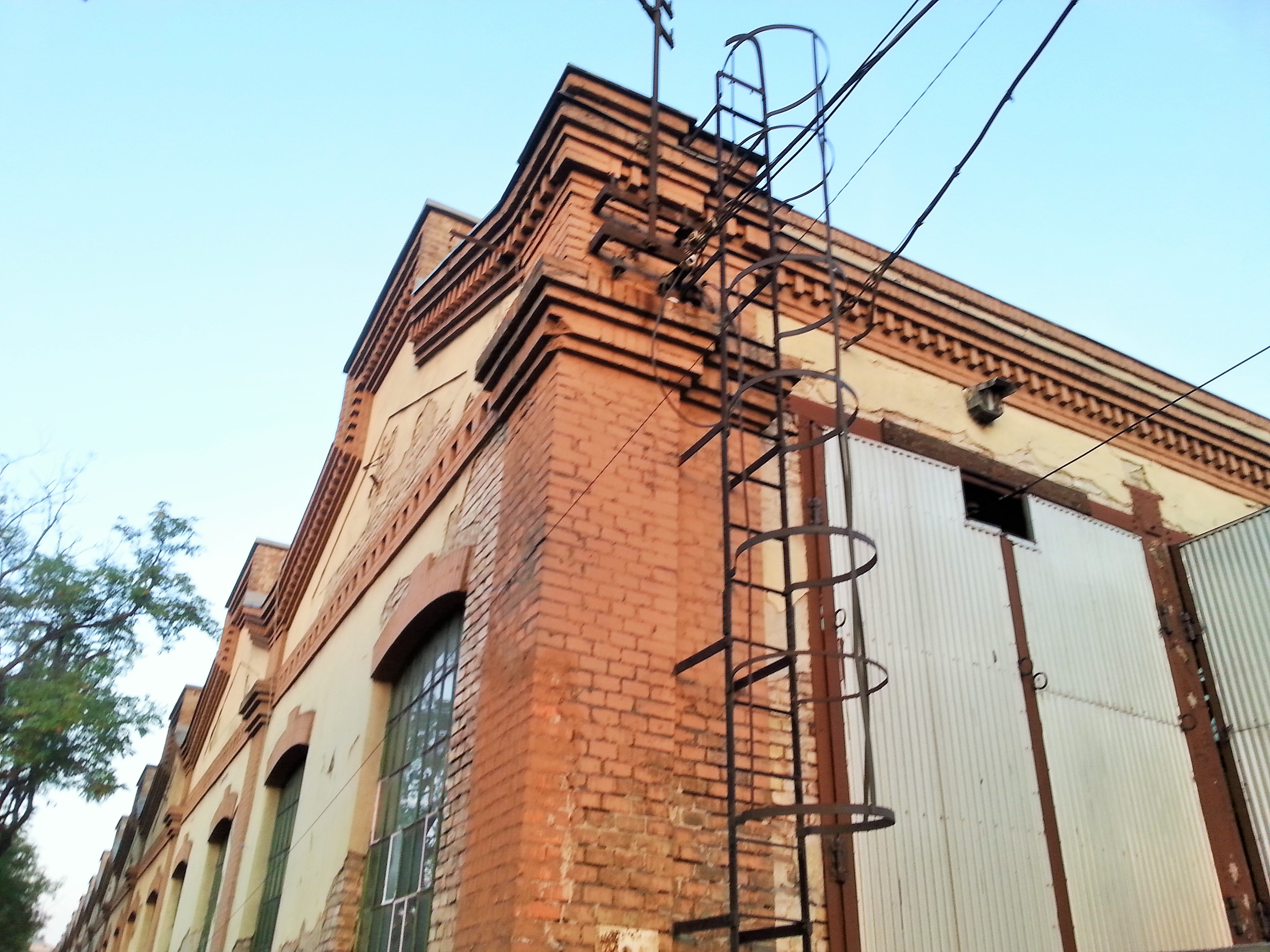
Könyves Kálmán körúti homlokzat (részlet)
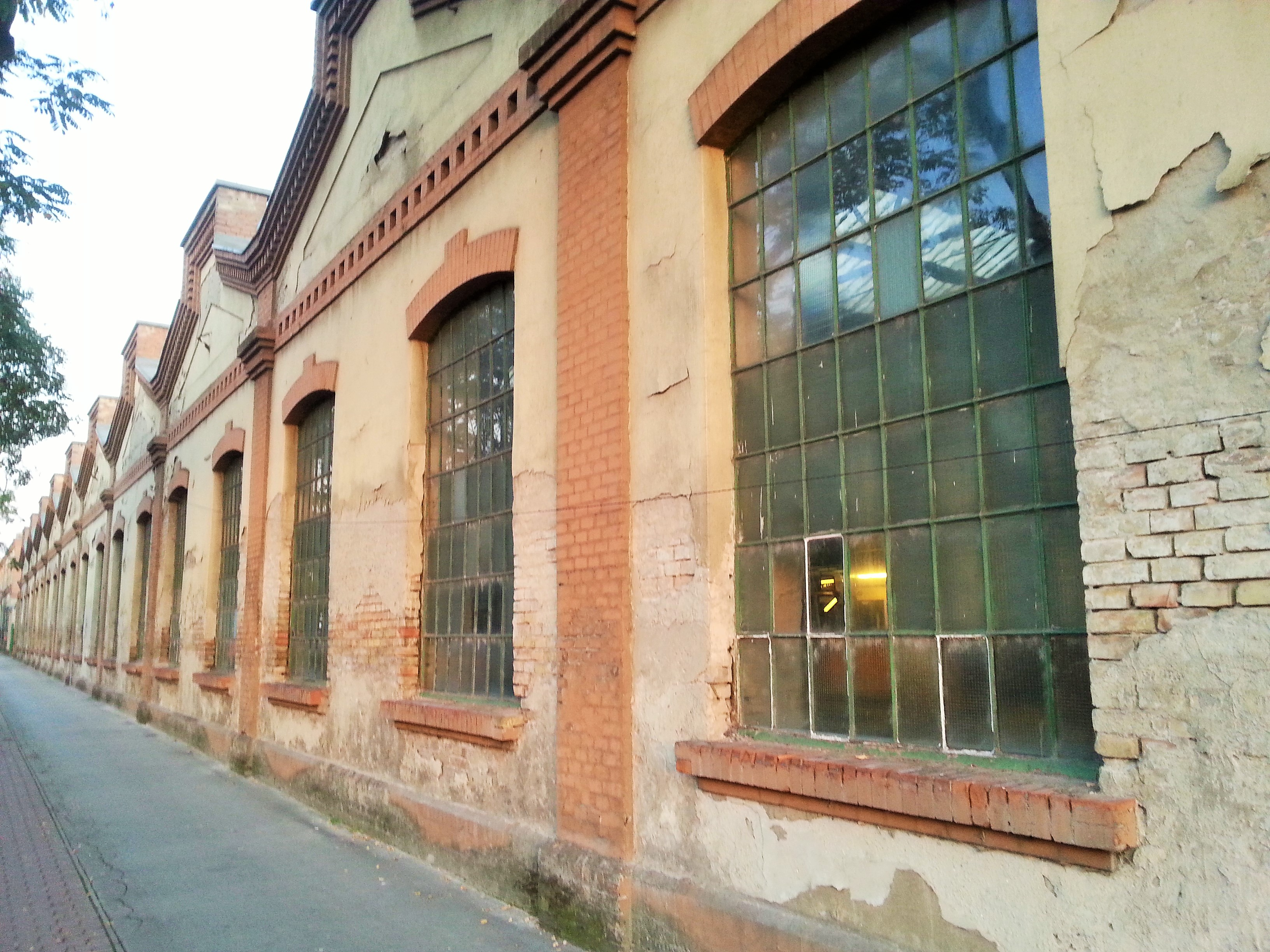
Könyves Kálmán körúti homlokzat (részlet)
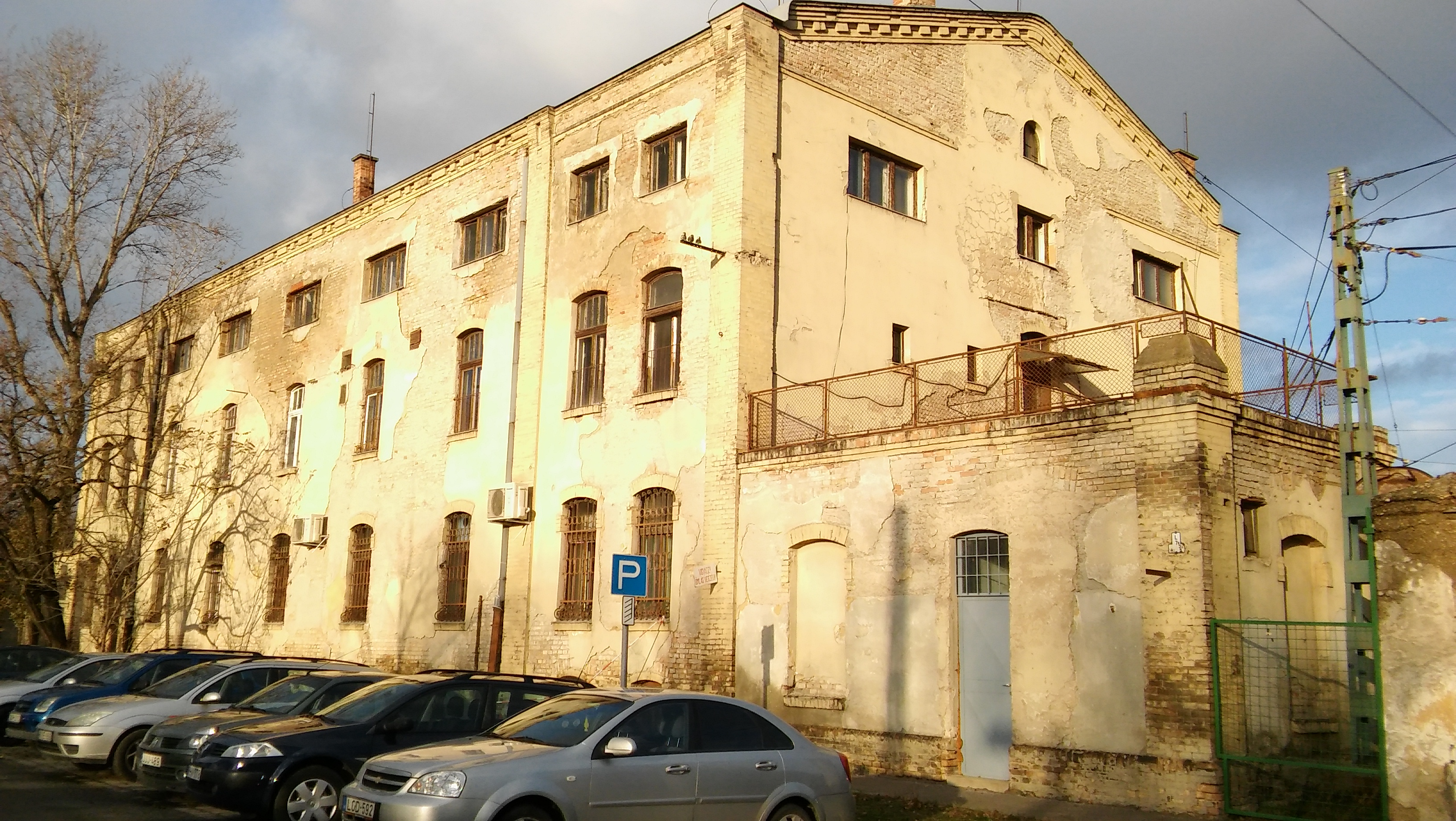
Lenkei János utcai homlokzat
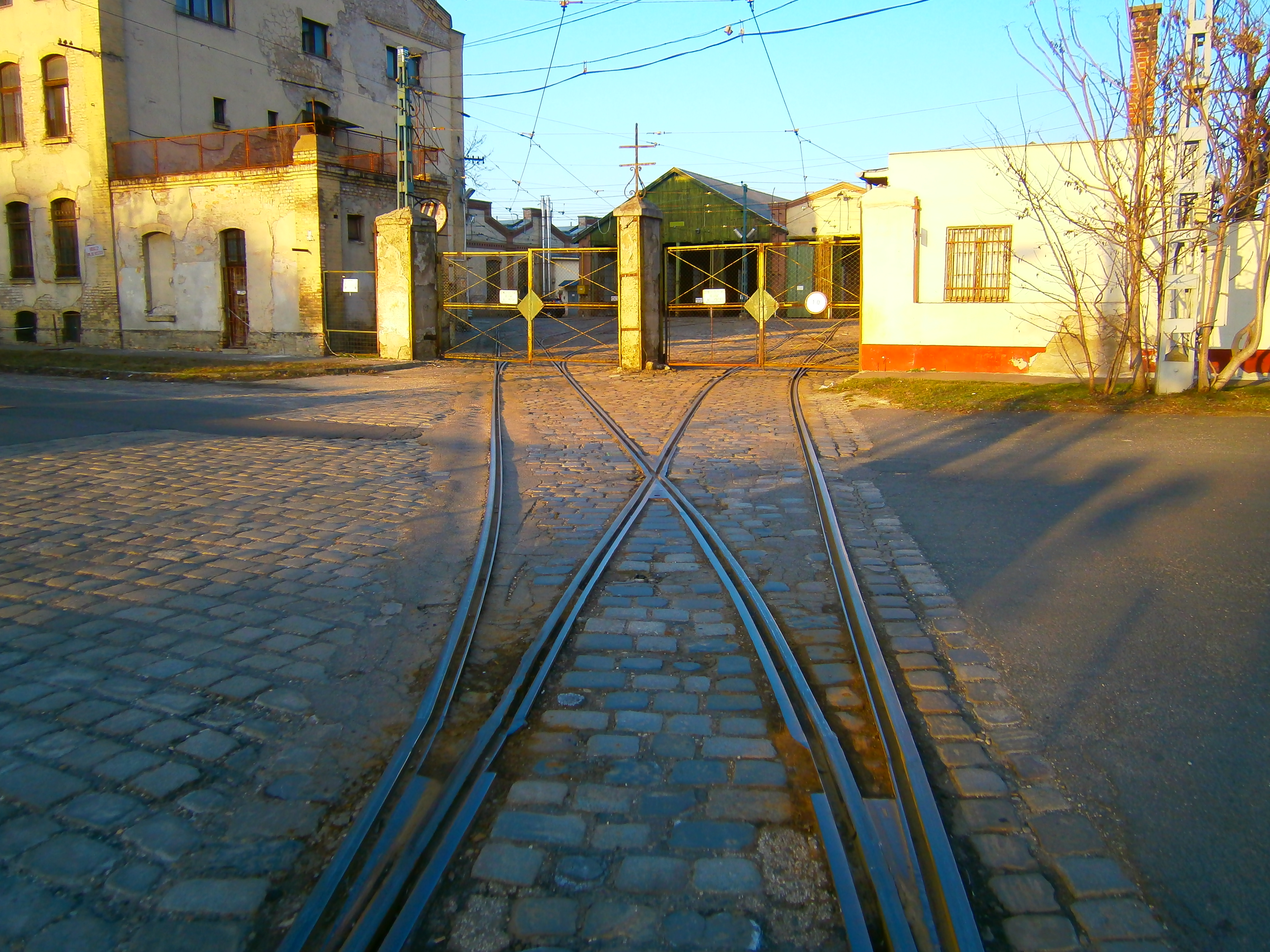
Villamosbejárat (Lenkei János utca)
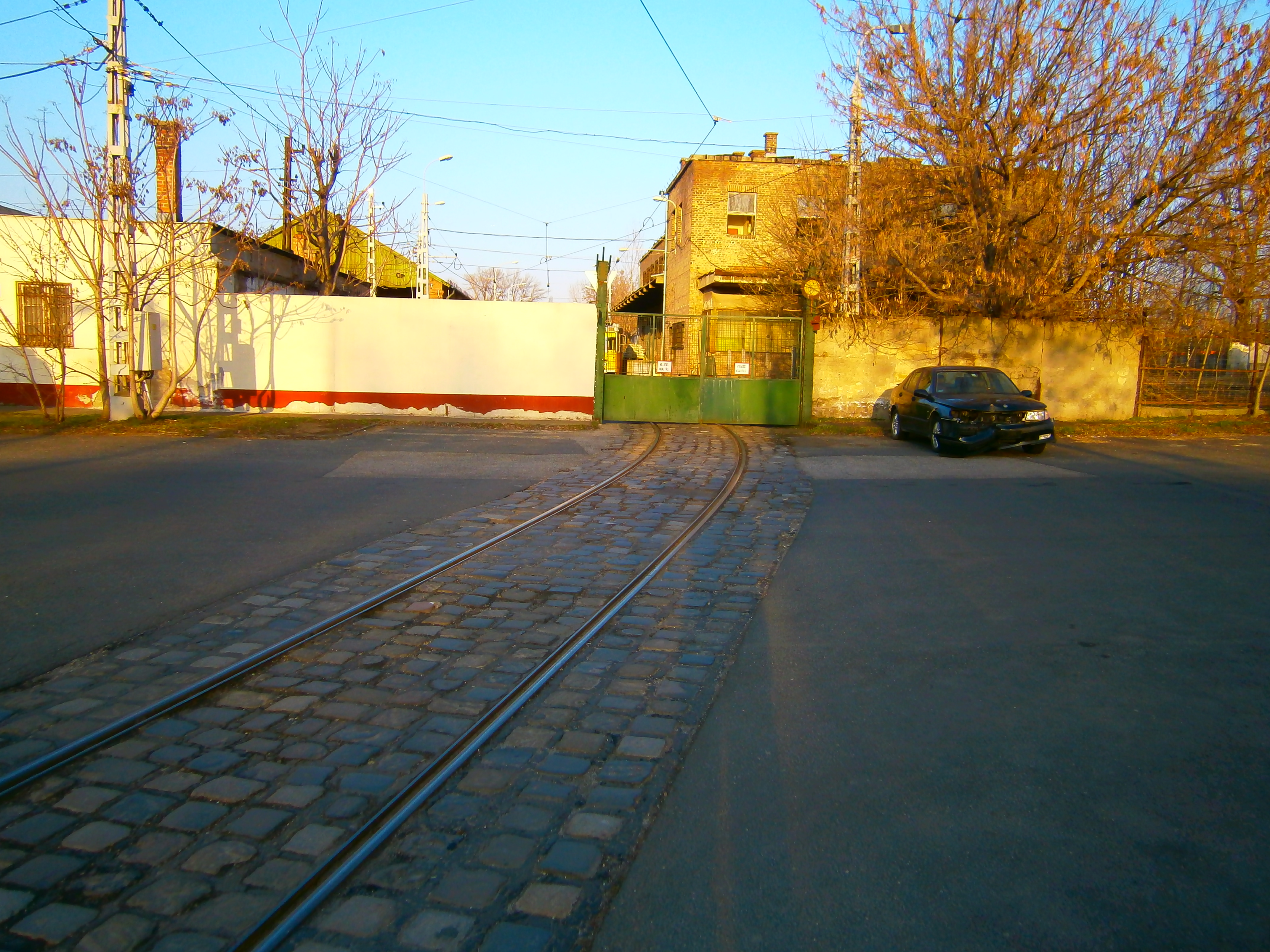
Villamosbejárat (Lenkei János utca)
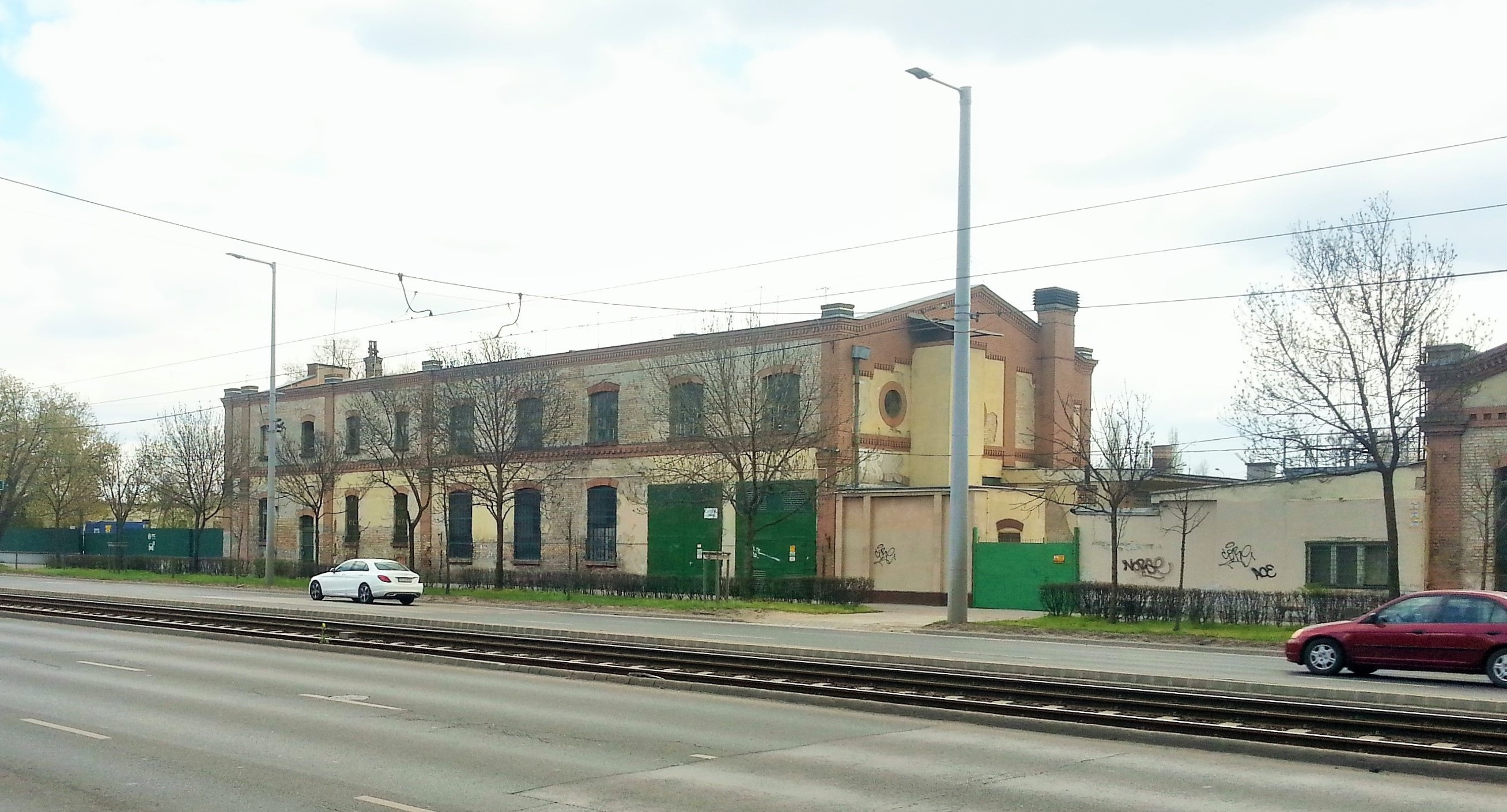
Az áramátalakító
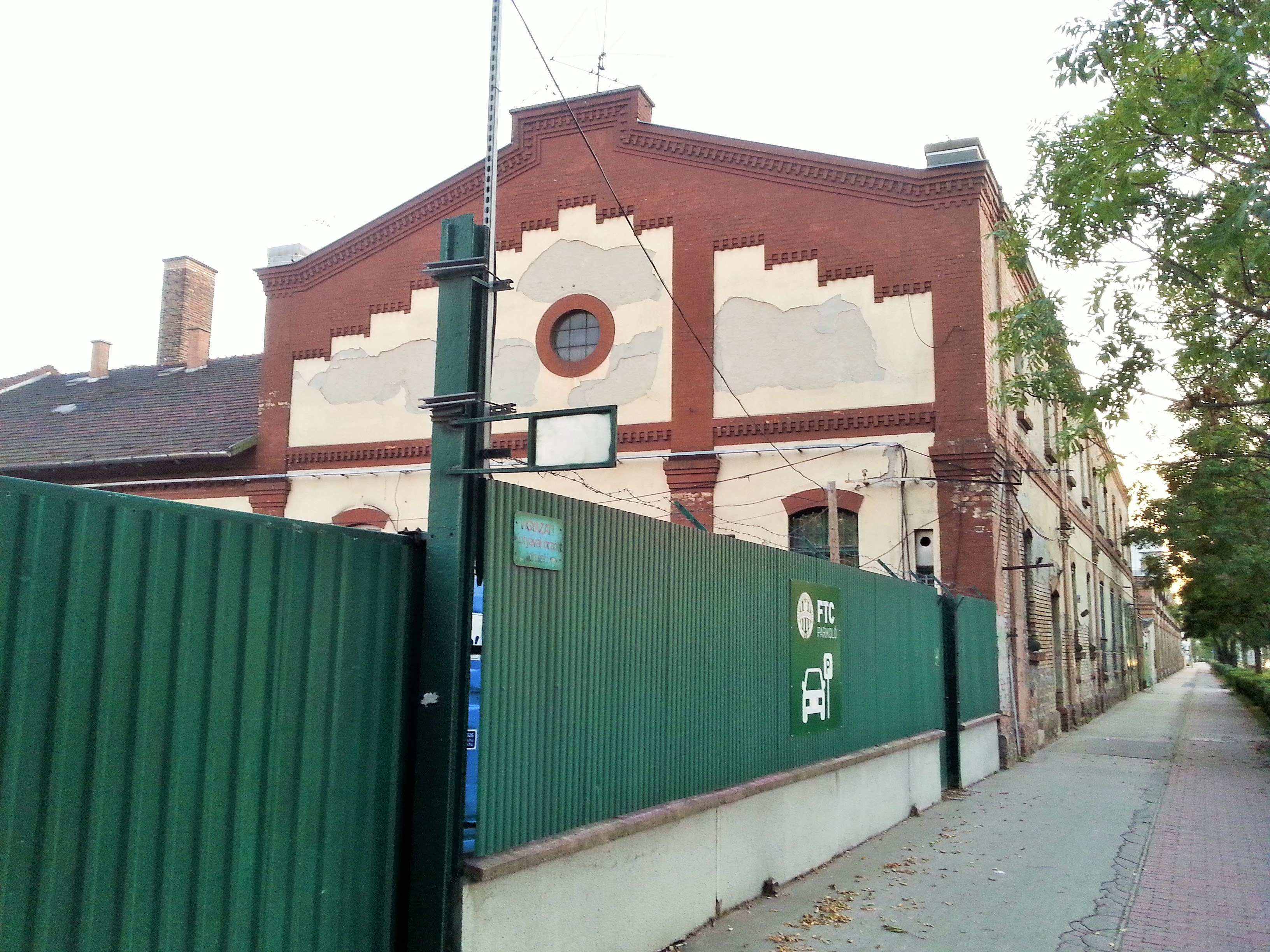
Az áramátalakító (részlet)